# Gonocarpus elatus
Gonocarpus elatus är en slingeväxtart som först beskrevs av Allan Cunningham och Edward Fenzl, och fick sitt nu gällande namn av Anthony Edward Orchard. Gonocarpus elatus ingår i släktet Gonocarpus och familjen slingeväxter. Inga underarter finns listade i Catalogue of Life.